# Johannes Ursin
Johannes Ursin (født 11. december 1876 i Slots Bjergby, død 8. maj 1963) var en dansk bibliotekar, forfatter og journalist. Gift første gang 29. september 1924 med Inger Fanny Bille-Ulrichsen. Anden gang med Oda Eugenia Carla Larsen i 1938. Debuterede som 21-årig med digtet "I Tidens Krav". 

## Arbejder
- Roser og Torne (1914, digte)
- Toner og Tanker (1935, tekster)
- Bibliografi over Holger Drachmanns forfatterskab (1956)

## Hæder
- Frøken Suhrs Forfatterlegat, 1954
- Holger Drachmann-legatet, 1959